# 永遠のエルザ
『永遠のエルザ』（えいえんのエルザ、原題：Living Free）は、ジョイ・アダムソンによる実在のライオンを記録した1961年刊行のノンフィクション作品。前年の1960年に刊行された『野生のエルザ』（原題：Born Free）の続編にあたり、エルザの子供たちの後日談が描かれている。

## ストーリー
野生に戻ったエルザとの再会を果たしたジョイ・アダムソンは、一人で遠方の村に滞在中に、夫のジョージからエルザ危篤の知らせを受け取った。ジョージの手当ても及ばず、エルザは感染症で命を落とし、そこには石積みの墓と幼い三頭の子ライオンだけが残されていた。父親ライオンの行方も知れず、子ライオン達の将来を案じるジョイとジョージ。
人間に慣れていない子ライオン達は、サバンナへと姿を消した。ジェスパ、ゴパ、リトル・エルザと名付けられた三頭は、食料を求めて村のヤギを襲うようになり、害獣として射殺される危険性も出てきた。ジョージは、三頭を捕獲する時間を得るために狩猟監視官の職を辞し、キャンプを張って罠を仕掛けた。
なけなしの貯金をはたいて子ライオン達の捕獲を試みるジョイとジョージ。セレンゲティ国立公園が子ライオンの受け入れを認めたが、搬入には期限が定められていた。不順な天候にも苦しめられ、試練が続く中、ジョイ達はついに子ライオンの捕獲に成功した。
国立公園ならば射殺される危険もなく、三頭の子ライオンは無事に成長することが出来るだろう。ジョイは期待を込めて、野生に帰る三頭を見送るのだった。

## 映画
映画『永遠のエルザ』は、1972年公開のイギリス映画である。別監督・主演で制作された1966年公開の映画『野生のエルザ』の続編にあたる。
音楽と撮影も前作とは異なるが、前作の楽曲と映像の一部が作品中で使用され、主役以外の主要キャストに前作と同じ俳優を起用することで、作風の統一を図っている。

### キャスト
| 役名             | 俳優                       | 日本語吹替                                              |
| 役名             | 俳優                       | テレビ朝日版                                            |
| ---------------- | -------------------------- | ------------------------------------------------------- |
| ジョイ           | スーザン・ハンプシャー     | 武藤礼子                                                |
| ジョージ         | ナイジェル・ダヴェンポート | 小林勝彦                                                |
| ジョン           | ジェフリー・キーン         |                                                         |
| ジェームズ       | ロバート・ヤング           |                                                         |
| ヌル             | ピーター・ルコイエ         |                                                         |
| マケッデ         | シェーン・デ・ルーヴル     |                                                         |
| ビリー           | ロバート・ボーモンド       |                                                         |
| 銀行マネージャー | ノビ―・ノーブル            |                                                         |
| 銀行員           | アラウディン・カーズヒ     |                                                         |
| ハーバート       | チャールズ・ヘイズ         |                                                         |
| ベイカー夫人     | ジャン・ヘイズ             |                                                         |
| ウィーバー       | エドワード・ジャッド       |                                                         |
| 不明 その他      |                            | 新井量大 田中信夫 石丸博也 村松康雄 鈴木れい子 仲木隆司 |
|                  |                            |                                                         |
| 演出             | 演出                       | 高桑慎一郎                                              |
| 翻訳             | 翻訳                       | 宇津木道子                                              |
| 効果             | 効果                       | 大野義信                                                |
| 調整             | 調整                       | 山田太平                                                |
| 制作             | 制作                       | グロービジョン                                          |
| 解説             | 解説                       | 淀川長治                                                |
| 初回放送         | 初回放送                   | 1978年11月12日 『日曜洋画劇場』                         |

### スタッフ
- 監督：ジャック・クーファー
- 製作：ポール・ラディン
- 製作総指揮：カール・フォアマン
- 原作：ジョイ・アダムソン
- 脚色：ミラード・カウフマン
- 撮影：ウォルフガング・スシッキー
- 主題歌：『Living Free』歌唱：Julie Budd、作曲：ソル・カプラン、フレディ・ダグラス
- 音楽：ソル・カプラン